# Nikola Vujadinović
Nikola Vujadinović (Belgrado, 31 de julio de 1986) es un exfutbolista montenegrino que jugaba en la demarcación de defensa.

## Biografía
Hizo su debut como futbolista en 2004 con el F. K. Rad Belgrado tras haberse formado durante ocho años con el Estrella Roja de Belgrado. También jugó para el F. K. Zeta y FK Radnički Pirot, hasta que en 2007 fichó por el P. F. C. CSKA Sofia búlgaro, con el que ganó la Liga A de Bulgaria en 2008. Al terminar su etapa en el club fichó por el Udinese Calcio, equipo que le cedió durante varios años al F. C. Unirea Alba Iulia, Aberdeen F. C. y F. K. Javor Ivanjica, hasta que finalmente en 2012 dejó la disciplina del club italiano para irse al S. K. Sturm Graz; también jugó para el C. A. Osasuna y para el Beijing Baxy F. C. chino antes de volver de nuevo al C. A. Osasuna.
El 8 de julio de 2017, firmó por el Lech Poznań de la Ekstraklasa, máxima categoría del fútbol polaco. El 11 de octubre de 2019, libre tras abandonar la entidad polaca, firmó hasta final de temporada con el N. K. Domžale esloveno. En la siguiente campaña se incorporó al Sabah F. K., equipo que abandonó en enero de 2021. Para el curso 2021-22 regresó al fútbol serbio de la mano del F. K. Radnički Niš. Posteriormente siguió su carrera en el país jugando para el F. K. Čukarički, el F. K. Mladost Novi Sad y el O. F. K. Belgrado. En este equipo se retiró al finalizar la temporada 2024-25 y en el último partido de su carrera se convirtió en el jugador más veterano en marcar y disputar un partido con el club.

## Clubes
| Club                             | País                | Año       | Partidos | Goles |
| -------------------------------- | ------------------- | --------- | -------- | ----- |
| F. K. Rad Belgrado               | Serbia y Montenegro | 2004-2005 | 21       | 0     |
| F. K. Zeta                       | Serbia y Montenegro | 2005-2006 | 22       | 2     |
| F. K. Radnički Pirot             | Serbia              | 2006-2007 | 25       | 4     |
| P. F. C. CSKA Sofia              | Bulgaria            | 2007-2008 | 24       | 1     |
| Udinese Calcio                   | Italia              | 2008-2009 | 0        | 0     |
| F. C. Unirea Alba Iulia (cedido) | Rumania             | 2009-2010 | 23       | 1     |
| Aberdeen F. C. (cedido)          | Escocia             | 2010-2011 | 18       | 1     |
| Udinese Calcio                   | Italia              | 2011-2012 | 0        | 0     |
| F. K. Javor Ivanjica (cedido)    | Serbia              | 2012      | 14       | 2     |
| S. K. Sturm Graz                 | Austria             | 2012-2014 | 69       | 10    |
| C. A. Osasuna                    | España              | 2014-2015 | 25       | 2     |
| Beijing Baxy F. C.               | China               | 2015-2016 | 34       | 2     |
| C. A. Osasuna                    | España              | 2017      | 10       | 0     |
| Lech Poznań                      | Polonia             | 2017-2019 | 43       | 3     |
| N. K. Domžale                    | Eslovenia           | 2019-2020 | 16       | 3     |
| Sabah F. K.                      | Azerbaiyán          | 2020-2021 | 8        | 0     |
| F. K. Radnički Niš               | Serbia              | 2021-2022 | 29       | 2     |
| F. K. Čukarički                  | Serbia              | 2022-2023 | 14       | 2     |
| F. K. Mladost Novi Sad           | Serbia              | 2023      | 12       | 0     |
| O. F. K. Belgrado                | Serbia              | 2023-2025 | 33       | 2     |

## Palmarés

### Campeonatos nacionales
| Título             | Club                | País     | Año  |
| ------------------ | ------------------- | -------- | ---- |
| Liga A de Bulgaria | P. F. C. CSKA Sofia | Bulgaria | 2008 |